# Centre commercial Grand Est
Le centre commercial Carrefour Grand Est est un centre commercial de l'île de La Réunion, département d'outre-mer français dans le sud-ouest de l'océan Indien. Situé à Quartier Français, sur le territoire de la commune de Sainte-Suzanne, ses principales enseignes sont un hypermarché Carrefour et une grande surface de vente Décathlon.

## Annexe